# Lekkoatletyka na Letnich Igrzyskach Olimpijskich 2012 – pchnięcie kulą kobiet
Pchnięcie kulą kobiet – jedna z konkurencji lekkoatletycznych rozgrywanych podczas igrzysk olimpijskich w Londynie. 
Obrońcą tytułu mistrzowskiego z 2008 roku była Nowozelandka Valerie Adams. Ustalone przez International Association of Athletics Federations minima kwalifikacyjne do igrzysk wynosiły 18,30 (minimum A) oraz 17,20 (minimum B).
Do zawodów przystąpiły 32 zawodniczki z 21 krajów. Eliminacje i finał zawodów w tej konkurencji rozegrały się czwartego dnia zawodów lekkoatletycznych, czyli 6 sierpnia na Stadionie Olimpijskim w Londynie.
W finale zwyciężyła reprezentantka Białorusi Nadzieja Astapczuk, drugie miejsce zajęła złota medalistka z Pekinu, Nowozelandka Valerie Adams, a trzecie, reprezentantka Rosji Jewgienija Kołodko. 13 sierpnia 2012 Międzynarodowy Komitet Olimpijski poinformował, że u Białorusinki zarówno przed, jak i po zawodach stwierdzono obecność metenolonu (niedozwolonej substancji) w organizmie. Jej zwycięstwo i wyniki zostały anulowane. Złoty medal powędrował do Nowozelandki Valerie Adams, srebro do Rosjanki Jewgieniji Kołodko, a brąz do Chinki Gong Lijiao.
20 sierpnia 2016 roku u Jewgieniji Kołodko również stwierdzono stosowanie niedozwolonych środków. W konsekwencji pozbawiono jej, wcześniej przyznanego, srebrnego medalu. Póki co nie przyznano medali dla innych zawodniczek.

## Terminarz
Czas w Londynie (UTC+01:00)
| Data                          | Godzina     | Zawody             |
| ----------------------------- | ----------- | ------------------ |
| Poniedziałek, 6 sierpnia 2012 | 10:45 19:15 | Kwalifikacje Finał |

## Rekordy
Tabela prezentuje rekord świata, rekordy poszczególnych kontynentów, igrzysk olimpijskich, a także najlepszy rezultat na świecie w sezonie 2012 przed rozpoczęciem igrzysk.
|                                                | Zawodniczka        | Wynik | Miejsce      | Data                  |
| ---------------------------------------------- | ------------------ | ----- | ------------ | --------------------- |
| Rekord świata                                  | Natalja Lisowska   | 22,63 | Moskwa       | 7 czerwca 1987(dts)   |
| Listy światowe                                 | Nadzieja Astapczuk | 21,58 | Mińsk        | 18 lipca 2012(dts)    |
| Rekord olimpijski                              | Ilona Slupianek    | 22,41 | Moskwa       | 24 lipca 1980(dts)    |
| Rekord Afryki                                  | Vivian Chukwuemeka | 18,86 | Porto-Novo   | 1 lipca 2012(dts)     |
| Rekord Azji                                    | Li Meisu           | 21,76 | Shijiazhuang | 23 kwietnia 1988(dts) |
| Rekord Ameryki Północnej, Środkowej i Karaibów | Belsy Laza         | 20,96 | Meksyk       | 2 maja 1992(dts)      |
| Rekord Ameryki Południowej                     | Elisângela Adriano | 19,30 | Tunja        | 14 lipca 2001(dts)    |
| Rekord Europy                                  | Natalja Lisowska   | 22,63 | Moskwa       | 7 czerwca 1987(dts)   |
| Rekord Australii i Oceanii                     | Valerie Adams      | 21,24 | Daegu        | 29 sierpnia 2011(dts) |

## Rezultaty
.

### Eliminacje
Zawodnicy rywalizowali w dwóch grupach: A i B. Norma kwalifikacyjna do finału wynosiła 18,90 (Q). Do finału kwalifikowało się 12 zawodniczek z najlepszym wynikiem (q).
| Poz. | Grupa | Zawodniczka                  | Reprezentacja     | #1    | #2    | #3    | Rezultat | Uwagi |
| ---- | ----- | ---------------------------- | ----------------- | ----- | ----- | ----- | -------- | ----- |
| 1    | A     | Nadzieja Astapczuk           | Białoruś          | 20,76 |       |       | 20,76    | DSQ   |
| 2    | A     | Valerie Adams                | Nowa Zelandia     | x     | 20,40 |       | 20,40    | Q     |
| 3    | B     | Jewgienija Kołodko           | Rosja             | 19,31 |       |       | 19,31    | DSQ   |
| 4    | A     | Li Ling                      | Chiny             | 18.86 | 19,23 |       | 19,23    | Q     |
| 5    | B     | Gong Lijiao                  | Chiny             | 19,11 |       |       | 19,11    | Q     |
| 6    | B     | Liu Xiangrong                | Chiny             | 18.87 | 18,96 |       | 18,96    | Q     |
| 7    | B     | Irina Tarasowa               | Rosja             | 18.55 | 18,59 | 18,76 | 18,76    | q     |
| 8    | A     | Michelle Carter              | Stany Zjednoczone | 18.27 | 18,63 | x     | 18,63    | q     |
| 9    | A     | Christina Schwanitz          | Niemcy            | 18.44 | 18,43 | 18,62 | 18,62    | q     |
| 10   | B     | Natalla Michniewicz          | Białoruś          | 18,60 | 18,12 | 18,30 | 18,60    | q     |
| 11   | B     | Geísa Arcanjo                | Brazylia          | x     | 18,47 | 18,33 | 18,47    | q     |
| 12   | B     | Natalia Ducó                 | Chile             | 18,45 | 18,23 | 18,17 | 18,45    | q     |
| 13   | A     | Cleopatra Borel-Brown        | Trynidad i Tobago | 18,26 | 18,36 | 18,34 | 18,36    |       |
| 14   | B     | Nadine Kleinert              | Niemcy            | x     | 18,06 | 18,36 | 18,36    |       |
| 15   | A     | Chiara Rosa                  | Włochy            | 17,91 | 18,14 | 18,30 | 18,30    |       |
| 16   | A     | Jillian Camarena-Williams    | Stany Zjednoczone | 18,22 | 17,99 | 17,51 | 18,22    |       |
| 17   | B     | Úrsula Ruiz                  | Hiszpania         | 17,99 | x     | x     | 17,99    | PB    |
| 18   | B     | Janina Karolczyk-Prawalinska | Białoruś          | 17,68 | 17,87 | 17,69 | 17,87    |       |
| 19   | A     | Josephine Terlecki           | Niemcy            | 17,78 | x     | 17,73 | 17,78    |       |
| 20   | B     | Tia Brooks                   | Stany Zjednoczone | 17,21 | 17,72 | 17,29 | 17,72    |       |
| 21   | B     | Misleydis González           | Kuba              | 17,68 | 17,61 | 17,35 | 17,68    |       |
| 22   | A     | Leila Rajabi                 | Iran              | 17,17 | 17,55 | 17,42 | 17,55    |       |
| 23   | A     | Julie Labonté                | Kanada            | 17,48 | 17,32 | x     | 17,48    |       |
| 24   | A     | Anita Márton                 | Węgry             | 16,29 | 17,04 | 17,48 | 17,48    |       |
| 25   | A     | Anna Awdiejewa               | Rosja             | 17,47 | x     | x     | 17,47    |       |
| 26   | B     | Lin Chia-Ying                | Chińskie Tajpej   | 16,74 | 17,43 | x     | 17,43    | NR    |
| 27   | A     | Mailín Vargas                | Kuba              | 16,76 | 16,64 | x     | 16,76    |       |
| 28   | A     | Sandra Lemos                 | Kolumbia          | 16,50 | 16,07 | x     | 16,50    |       |
| 29   | B     | Alexandra Fisher             | Kazachstan        | 15,84 | 16,16 | x     | 16,16    |       |
| 30   | B     | ʻAna Poʻuhila                | Tonga             | 15,80 | 15,75 | 15,11 | 15,80    |       |
| 31   | A     | Jelena Smolianowa            | Uzbekistan        | 14,35 | 14,43 |       | 14,43    |       |
| —    | B     | Radosława Mawrodiewa         | Bułgaria          | x     | x     | x     | NM       |       |

### Finał
W finale startowało 12 zawodniczek. Po trzech rzutach, do wąskiego finału kwalifikowało się 8 najlepszych zawodniczek.
| Poz. | Zawodnik            | Reprezentacja     | #1    | #2    | #3    | #4    | #5    | #6    | Rezultat | uwagi |
| ---- | ------------------- | ----------------- | ----- | ----- | ----- | ----- | ----- | ----- | -------- | ----- |
|      | Nadzieja Astapczuk  | Białoruś          | 20,01 | 21,31 | 21,36 | 21,15 | 21,32 | X     | 21,36    | DSQ   |
|      | Valerie Adams       | Nowa Zelandia     | 20,61 | X     | 20,70 | X     | X     | 20,24 | 20,70    |       |
|      | Jewgienija Kołodko  | Rosja             | 19,45 | 19,52 | X     | X     | X     | 20,48 | 20,48    | DSQ   |
|      | Gong Lijiao         | Chiny             | 20,13 | 19,67 | 19,91 | 19,76 | 20,22 | 20,00 | 20,22    | SB    |
| 4    | Li Ling             | Chiny             | 18,87 | 18,77 | 19,28 | X     | 19,63 | 19,58 | 19,63    |       |
| 5    | Michelle Carter     | Stany Zjednoczone | 19,05 | 18,83 | 18,92 | 19,42 | 19,12 | 18,88 | 19,42    |       |
| 6    | Liu Xiangrong       | Chiny             | 19,18 | 18,88 | 18,74 | X     | 18,47 | 18,77 | 19,18    |       |
| 7    | Geísa Arcanjo       | Brazylia          | 18,27 | X     | 19,02 | X     | X     | 17,19 | 19,02    | PB    |
| 8    | Irina Tarasowa      | Rosja             | 19,00 | 18,80 | X     | NQ    | NQ    | NQ    | 19,00    |       |
| 9    | Natalia Ducó        | Chile             | 18,80 | 18,70 | 18,62 | NQ    | NQ    | NQ    | 18,80    | NR    |
| 10   | Christina Schwanitz | Niemcy            | 18,20 | 18,47 | X     | NQ    | NQ    | NQ    | 18,47    |       |
| 11   | Natalla Michniewicz | Białoruś          | 18,42 | X     | 18,27 | NQ    | NQ    | NQ    | 18,42    |       |